# Donna Orender
Donna Orender, née Donna Geils, est une dirigeante américaine de basket-ball. Elle est présidente de la WNBA de 2005 à 2010. 

## Biographie
Orender grandit à Long Island, New York et est une athlète complète au lycée, jouant au basket-ball, hockey sur gazon, au volley-ball, au softball et au tennis. Elle est diplômée de Queens College en 1978 en psychologie, suivi d'un diplôme de travailleuses social à l'université Adelphi. Elle joue également dans l'équipe de basket-ball au Queens College.
Elle devient ensuite joueuse professionnelle en Women's Professional Basketball League, participant aux trois années d'existence de cette ligue. Elle évolue sous les couleurs des New York Stars (1978-79), des New Jersey Gems (1979-80) et des Chicago Hustle (1980-1981). Elle joue en 1985 avec l'équipe américaine lors des Maccabiah Games.
Orender intègre le milieu de la télévision, en tant qu'assistante de production sur ABC Sports, puis sur Sports Channel. Elle fonde ensuite sa propre société de production, « Primo Donna Productions ».
Elle rejoint par la suite la direction du PGA Tour, devenant notamment vice-présidente chargée du développement stratégique en 2001. Orender est également créatrice et productrice de Inside the PGA Tour. Elle négocie notamment les contrats avec la télévision autour du nouveau phénomène Tiger Woods pour 800 millions de dollars.
En février 2005, Orender est nommée présidente de la WNBA, succédant ainsi à Val Ackerman, la première présidente de l'histoire de la ligue. Elle occupe ce poste jusqu'en décembre 2010 où elle annonce qu'elle ne prolonge pas son contrat à ce poste qui se terminait initialement au 31 décembre.